# GameCenter CX: Arino no csószendzsó
A GameCenter CX: Arino no csószendzsó (ゲームセンターCX 有野の挑戦状; Hepburn: Gēmu Sentā Shī Ekkusu Arino no Chōsenjō), vagy ahogy Észak-Amerikában ismert Retro Game Challenge, Nintendo DS-játék, melyet az indieszero fejlesztett és a Namco Bandai Games jelentetett meg. Az Arino no csószendzsó a GameCenter CX televíziós sorozaton alapul, annak műsorvezetője, Arino Sinja maga is részt vett a játék elkészítésiben. A játék 2007. november 15-én jelent meg Japánban, míg Észak-Amerikában 2009. február 10-én az XSEED Games jóvoltából. A játék 33/40-es értékelést kapott a japán Famicú szaklap íróitól. 2009. február 26-án GameCenter CX 2 címmel jelent meg a játék folytatása, kizárólag Japánban. Miután az XSEED Games bejelentette, hogy nem valószínű, hogy hivatalosan lefordítják angol nyelvre a játékot, így a rajongók 2014-ben elkészítették annak teljes rajongói fordítását.

## Játékmenet
Az Arino no csószendzsóban a játékos választhat fiú és lány főszereplő között, akivel retro videójátékokat kell játszania, hogy megbékítse az Arino nevű démont. A démon négy teljesítendő kihívást ad mindegyik játékhoz.
Mindegyik minijáték új, azonban grafikai megjelenésük, hangzásviláguk és játékmechanikai elemeik a régebbi, Famicom-videójátékokra hasonlítanak.
Időnként feltűnik a Game Fan Magazine kitalált videójátékos szaklap, melyben az Arino no csószendzsó játékairól szóló cikkek, ranglisták, illetve a televíziós sorozat rendezői asszisztenseinek „tanácsai” olvashatóak. A játék észak-amerikai kiadásában rendezői asszisztensek neve angol nyelvterületeken jobban ismert újságírók álneveire lettek cserélve.
A játékok bizonyos elemeit a televíziós sorozatban megjelent kihívások inspirálták. Példának okáért a Star Prince minijáték első pályájának második felében megjelenő bónuszszereplő a televíziós sorozat első évadának abból a részéből származik, amikor Arino megpróbált bónuszpontokat szerezni a Star Force című videójátékkal.

## Fogadtatás
2009. június 24-ig a Retro Game Challenge-ből kevesebb, mint 100 000 példány fogyott Észak-Amerikában, amire annak kiadója, az XSEED Games csalódásként tekintett, így eltántorodtak a játék folytatásának honosításától. A cég kiadói igazgatója, Ken Berry állítása szerint az eladások kezdetben igen erősek voltak, azonban hamar megcsappantak.

## Utód
A GameCenter CX: Arino no csószendzsó 2 az Arino no csószendzsó utódja, amely 2009. február 26-án jelent meg Japánban. Elődjéhez hasonlóan nagy részben az 1980-as és az 1990-es évek közepe között megjelent valós videójátékok Famicom-stílusú játékokra emlékeztető minijátékokból áll. Az Arino no csószendzsó 2-ben, azonban Super Famicom-, Game Boy-, Game Boy Color- és Family Computer Disk System-játékokról mintázott minijátékokat is tartalmaz. Összességében a játékban 15 minijáték található. 2014-ben a rajongók elkészítették a szoftver teljes angol nyelvű fordítását.